# Kunstgewerbe- und Handwerkerschule (Berlin)

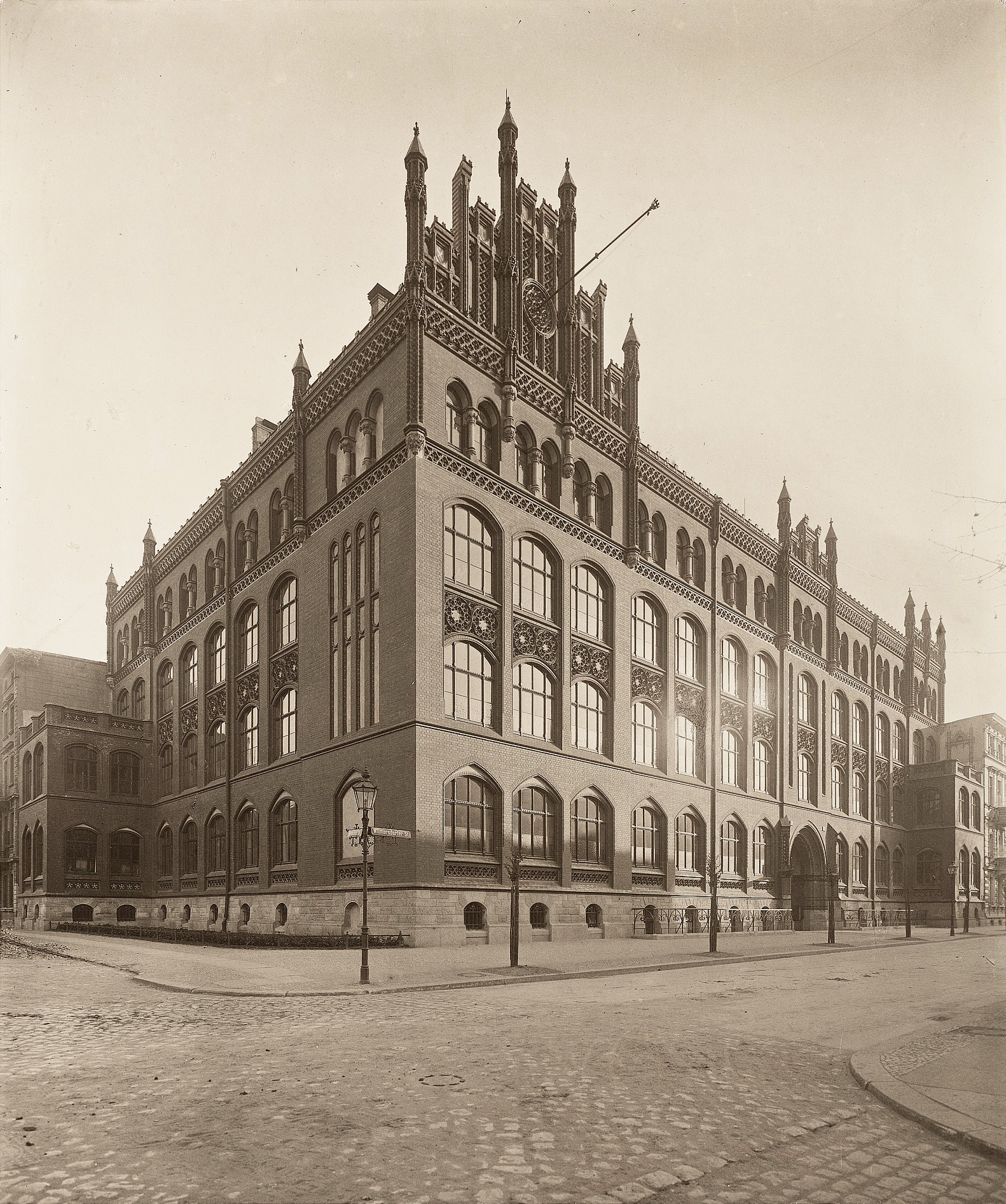
Ansicht von Nord-Westen kurz nach der Fertigstellung

Die Kunstgewerbe- und Handwerkerschule war eine handwerklich-künstlerische Lehranstalt, die 1899 in Charlottenburg ihren Betrieb aufnahm. Nach mehreren Standortwechseln, Neuausrichtungen und Umfirmierungen wurde die Schule 1971 in die Hochschule für Bildende Künste (heute Universität der Künste Berlin) eingegliedert.

## Geschichte
Die Ursprünge der Kunstgewerbe- und Handwerkerschule gehen zurück auf die 1861 gegründete „Fortbildungsschule“, die sich in der Charlottenburger Wilmersdorfer Straße 53 befunden hatte. Ab 1886 fand der Unterricht der Fortbildungsschule im Gebäude der Charlottenburger Bürger-Knabenschule in der Wilmersdorfer Straße 166–167 statt. Jeweils von September bis Mai wurde neben den Fächern Deutsch, Rechnen, Geometrie und Mechanik sowie Geometrisches Zeichnen und Französisch Unterricht im Fachzeichnen für Maler, Bauhandwerker, Schlosser, Tischler und verwandte Gewerke angeboten, der sonntags und teilweise mittwochabends stattfand.
Ostern 1888 führte die Fortbildungsschule ganzjährigen Abend- und Sonntagsunterricht ein. Zu Beginn des Winterhalbjahres 1890/1891 gab es insgesamt 23 Klassen, davon zehn Klassen für Zeichnen.
Im Herbst 1891 wurde der gewerbliche Zeichenunterricht neu gestaltet und als „Handwerkerschule“ im Schulgebäude in der Wilmersdorfer Straße 166–167 fortgeführt. Die anderen Unterrichtsbereiche der Fortbildungsschule wurden in umliegende Schulen verlagert. Ein neuer Zeichensaal wurde eingerichtet, zwei bereits vorhandene Zeichensäle mit neuen Zeichentischen ausgestattet und neue Modelle angeschafft. Acht Klassen erhielten Unterricht in den Fächern Freihandzeichnen, Zirkelzeichnen, Fachzeichnen, dekoratives Malen, Geometrie und Mechanik.
Der Charlottenburger Zeichenlehrer Richard Schwarzlose, der seit 1873 im Schuldienst war, als akademisch geprüfter Zeichenlehrer seit 1880 an Charlottenburger Schulen und seit 1890 am Realgymnasium in der Charlottenburger Schillerstraße 29–32 unterrichtete, leitete die Schule nebenamtlich.
1892 erhielt die Schule vier neue Zeichensäle. 1894 wurde die „Handwerkerschule“ in „Handwerkerfachschule“ umbenannt und drei weitere Klassenräume der Schule mit Zeichentischen und Zubehör ausgestattet. Außerdem wurden Tagesmalklassen für Malergehilfen eingeführt.
1898 änderte die Handwerkerfachschule ihren Namen in „Zeichen- und Handwerkerschule“. Der Unterricht wurde mit einem Kursangebot für Elektrotechnik ergänzt.
Zum 1. April 1899 erfolgte die Umwandlung der Zeichen- und Handwerkerschule zur „Kunstgewerbe- und Handwerkerschule“. Richard Schwarzlose wurde vom Magistrat der Stadt Charlottenburg zum hauptamtlichen Direktor der Kunstgewerbe- und Handwerkerschule gewählt.
1902 wurden Tageskurse für Zeichnen, Entwerfen und Malen und für Innenarchitektur eingerichtet. 1905 folgte die Einführung von Tageskursen für Bauhandwerker und für das Modellieren. Die Anzahl der Tagesklassen erhöhte sich in den Folgejahren ständig.
Zum Schüler- und Lehrkörper heißt es bei dem Charlottenburger Chronisten Wilhelm Gundlach: „Außer dem Direktor waren 1903 5 Lehrer im Haupt- und 24 im Nebenamte tätig; denn die Schülerzahl stieg auf 1487, unter welchen 430 über 18 Jahre alte, 416 Gehilfen und 29 Damen sich befanden.“
Schwarzlose wurde 1912 von seinem Amt als Direktor entbunden und in den Ruhestand versetzt. Wilhelm Thiele, zuvor als Direktor der Staatlich-Städtischen Handwerkerschule in Bielefeld tätig, wurde ab 1. Oktober 1912 sein Amtsnachfolger. Zum 1. Oktober 1913 fand eine weitere Neuorganisation der Schule statt. Alle nichtkunstgewerblichen Unterrichtsgebiete wurden einer neu gegründeten Gewerbeschule und der gewerblichen Fortbildungsschule zugewiesen.
Nachdem Thiele im Jahr 1921 als Direktor an die Kunstakademie Königsberg gewechselt hatte, wurde der Architekt Ernst Schneckenberg zum Direktor der Kunstgewerbe- und Handwerkerschule Charlottenburg ernannt, die er bis mindestens Oktober 1944 leitete.
Das Unterrichtsangebot bestand 1922 in Tagesklassen für Stein-, Holz- und Metallbildhauer, für Innenarchitektur, für Buchgewerbe und künstlerische Schrift, für dekorative Malerei, für Graphik (Holzschnitt, Radierung, Lithographie und Reklame), für Flächenkunst (Glasmalerei, Musterzeichnen, Modezeichnen, Stickerei) sowie für Gold- und Silberschmiede. Zusätzlich gab es Abend- und Sonntagsunterricht entsprechend dem Angebot in den Tagesklassen.
Charlottenburg wurde 1920 von Berlin eingemeindet. 1923 wurde in Berlin-Friedrichshain, Andreasstraße 1–2, ebenfalls eine Kunstgewerbe- und Handwerkerschule eingerichtet, die aus der dortigen 2. Handwerkerschule hervorging. Um die beiden Schulen unterscheiden zu können, wurde der Name der Charlottenburger Schule mit dem Zusatz „Berlin-West“ versehen. Die Schule in Friedrichshain erhielt den Zusatz „Berlin-Ost“. Schneckenberg übernahm bis 1932 auch die Leitung der Kunstgewerbe- und Handwerkerschule in Berlin-Friedrichshain. Ab 1932 leitete Georg Trump diese Lehranstalt, die ab 1934 „Höhere Graphische Fachschule der Stadt Berlin“ hieß.

## Das Gebäude in der Eosanderstraße (1900–1943)

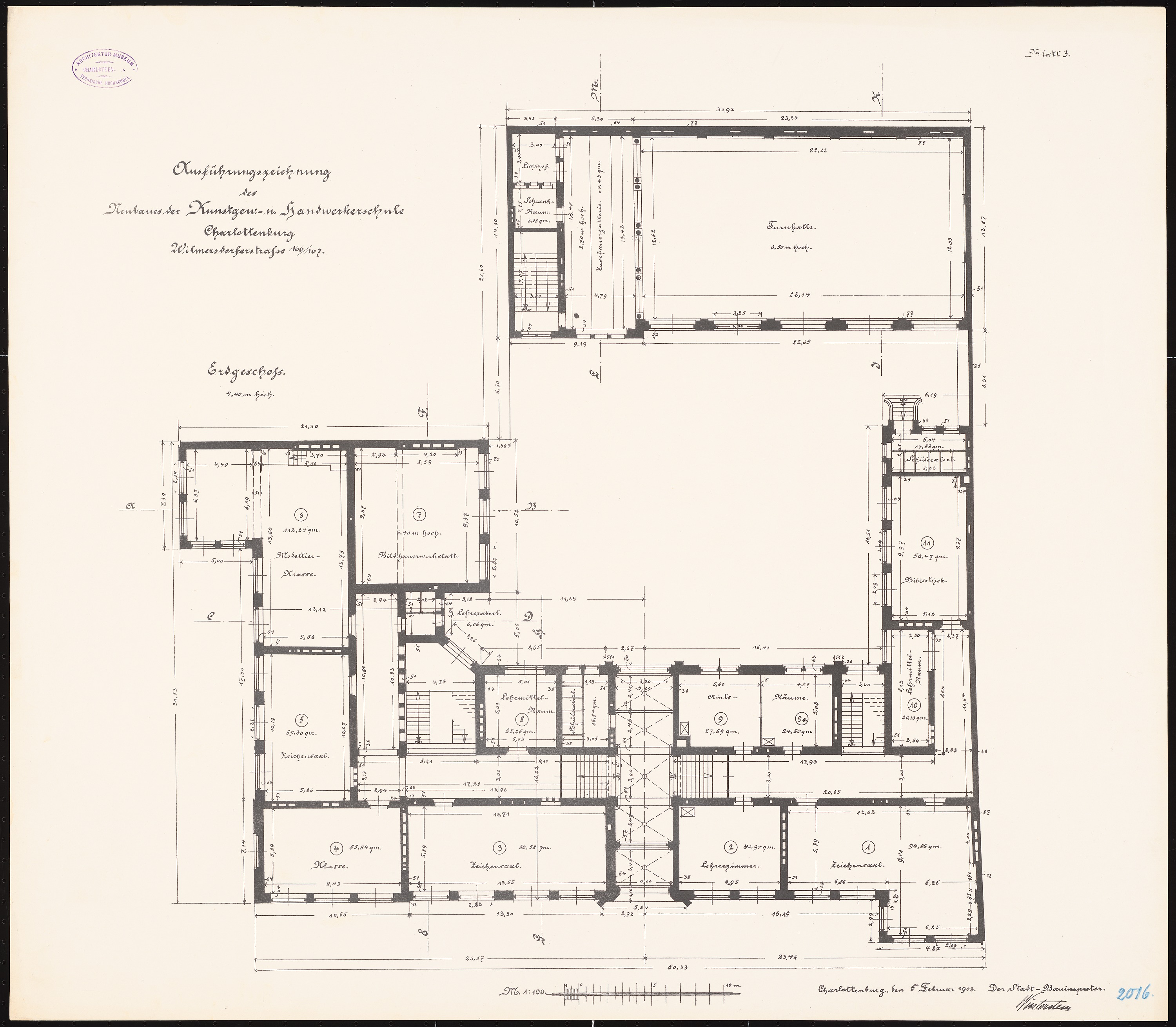
Grundriss des Erdgeschosses

Für die Handwerkerfachschule wurde bereits 1897 der Bau eines neuen Schulgebäudes am bisherigen Standort Wilmersdorfer Straße 166–167 geplant und am 29. Oktober 1898 genehmigt. Bei dem Gebäude handelte es sich um einen vierstöckigen, repräsentativen Klinkerbau nach Plänen von Paul Bratring. Es verfügte neben Klassenräumen und zahlreichen großen Zeichensälen (darunter ein Aktsaal) auch über einen gestuften Hörsaal, eine Bildhauerwerkstatt und eine Mobiliarklasse.
Da während der Bauphase auf das bisherige Schulgebäude nicht verzichtet werden konnte, erfolgte der Neubau in zwei Etappen. Der Neubau auf dem bisher unbebauten Grundstücksteil wurde im Dezember 1900 bezogen. Danach erfolgte der Abriss des alten Schulgebäudes. Der gesamte Neubau wurde im November 1902 eingeweiht.
Außerdem war seit 1901 im Quergebäude auch die Städtische Volksbibliothek untergebracht. Der über der Turnhalle gelegene Lesesaal war rund 280 m² groß und 8,75 m hoch. Er wurde von einer Glasdecke überspannt, hatte zwei übereinanderliegende Galerien und 100 Leseplätze.
Nach Änderung der Nummerierung im Jahr 1930 erhielt die Schule die Adresse Eosanderstraße 1 (Ecke Brauhofstraße).
Im November 1943 wurde das Gebäude in der Eosanderstraße beim Bombardement von Charlottenburg schwer getroffen und brannte völlig aus. Das Grundstück wurde in den 1950er Jahren mit Mietwohnhäusern bebaut.
Nach der Zerstörung des Gebäudes in der Eosanderstraße wurde der Unterricht zunächst in der Höheren Webeschule am Warschauer Platz 6–8, später im Schulgebäude in der Andreasstraße 1–2 fortgesetzt.

## Von 1936 bis zum Aufgehen in der Hochschule der Künste 1971
Im Jahr 1936 entfiel der Namensteil Kunstgewerbeschule in der Bezeichnung der Ausbildungsstätte, die seitdem als „Handwerkerschule der Stadt Berlin“ firmierte. Im Zuge der reichsweiten Umbenennungen von Kunstgewerbe- und Handwerkerschulen nach einem Erlass des Reichsministers Bernhard Rust im April 1938 erhielt die Schule die Bezeichnung „Meisterschule des Deutschen Handwerks“ – ebenso wie auch die früheren Kunstgewerbeschulen in Braunschweig, Giebichenstein und Stuttgart. Im Mai 1942 gab es an der Schule insgesamt fünf Abteilungen: die Steinmetzabteilung, die Keramikabteilung, die Malerabteilung, die Abteilung für Gold- und Silberschmiede und die Abteilung für Kunstschmiede und Schlosser. Insgesamt 675 Tages- und Abendschüler wurden von 40 Lehrkräften unterrichtet. Dabei wurden in den Abteilungen für Steinmetze, Maler und Kunstschmiede und Schlosser in zunehmendem Maße Kriegsversehrte umgeschult. Im August 1943 erhielt die Einrichtung die Bezeichnung „Meisterschule für das gestaltende Handwerk der Reichshauptstadt Berlin“.
Nach Kriegsende wurde der Architekt Karl Schmidt Direktor. Schmidt hatte bereits 1934 eine Professur an der Schule erhalten und war als Kunstschmied tätig. Die Schule befand sich nun in einem Gebäude in Berlin-Charlottenburg am Kaiserdamm 45–48. 1952 folgte als Direktor der Keramiker Jan Bontjes van Beek und die inzwischen in „Meisterschule für das Kunsthandwerk“ umbenannte Schule bezog danach ein Gebäude an der Charlottenburger Chaussee 118 (seit 1953 Straße des 17. Juni), das noch heute zur Universität der Künste gehört.
Die Schule unterlief weiteren inhaltlichen Neuausrichtungen und Umfirmierungen (ab 1964 „Staatliche Werkkunstschule“, ab 1966 „Staatliche Akademie für Werkkunst und Mode“), bis sie schließlich 1971 in die „Hochschule für Bildende Künste“ (heute Universität der Künste) eingegliedert wurde. Letzter Direktor war der Architekt Wolf von Möllendorff.

## Direktoren
- Richard Schwarzlose, akademischer Zeichenlehrer und erster Direktor der Schule von 1899 bis 1912
- Wilhelm Thiele, Architekt und Direktor von 1912 bis 1921
- Ernst Schneckenberg, Architekt und Direktor der Schule von 1921 bis mindestens Oktober 1944
- Karl Schmidt, Architekt und Kunstschmied, Professor ab 1934 und Direktor von 1945 bis 1951
- Jan Bontjes van Beek, Bildhauer und Keramiker, Direktor von 1952 bis 1960
- Wolf von Möllendorff, Architekt und Direktor von 1960 bis 1971

## Ehemalige Lehrende und Studierende
- Thomas Abeking, Schüler (Grafiker/Illustrator und Architekt)
- Harold Bengen, Lehrer ab 1908 (Maler)
- Johannes Boehland, Lehrer ab 1929 (Maler und Graphiker)
- Erwin Damerow, Schüler von 1921–1926 (Bildhauer)
- Karl Franke, zunächst Schüler, später Lehrer (Typograph)
- Hans Freese, Schüler (Maler, Graphiker, Bühnenbildner und Kunsterzieher)
- Wilhelm Füssel, Schüler (Kunstgießer)[31]
- Luise Glowinski-Taubert, Schülerin von 1925 bis 1927 (Stillleben- und Landschaftsmalerin)
- Mathias Goeritz, Schüler (Architekt, Maler, Kunstschriftsteller und Bildhauer)
- John Heartfield, Schüler von 1912–1913[32]
- Hannah Höch, Schülerin von 1912–1914[33]
- Max Kaus, Lehrer von 1926–1937 (Maler und Grafiker)
- Bernhard Klein, Lehrer von 1945–1955
- Willy Knabe (Maler, Grafiker und Exlibriskünstler), Schüler von 1916–1920
- Fritz Kühn (Kunstschmied, Fotograf, Bildhauer und Schriftsteller), Abendlehrgänge bei Karl Schmidt um 1934[34]
- Max Leube (1907–1988), Stipendiat der Stadt Berlin (Bildhauer)[35]
- Susanne Mahlmeister, Schülerin von 1970–1972
- Toni Mau, Schülerin 1934–1939 und 1941–1943 (Grafikerin)[36]
- Arnold Nechansky, Leiter der Klasse für Metall- und Lederverarbeitung 1919–1933 (Architekt)
- Ernst Neumann-Neander, Lehrer um 1913[32]
- Doris Oberländer, Schülerin von 1932–1935 (Bildhauerin)
- Hans Orlowski, Schüler von 1911 bis 1915 und Lehrer ab 1922[37] (Maler und Holzschneider)
- Wilhelm Otto, Lehrer ab 1905 (Bildhauer)
- Hans Perathoner, Lehrer ab 1914 (Bildhauer und Maler)
- Erich Fritz Reuter, Schüler von 1926–1929 (Bildhauer)
- Hans Richter, Schüler bis 1930 (Dekorationsmalerei)
- Egmont Schaefer, Schüler von 1927–1928 (Maler und Zeichner)
- Heinz Schmäu, Schüler von 1930 bis 1932
- Theo Schmuz-Baudiß, Lehrer ab 1905 (Maler und Keramiker)
- Eva Schulz-Endert, Schülerin von 1929 bis 1932 (Keramikerin)
- Walter Schulze-Mittendorff, Schüler (Kostümbildner)
- Robert Seiler, Schüler (Maler und Zeichner)
- Gabriel und Maxim Shamir, Schüler von 1926–1930 (Gabriel) und 1928–1933 (Maxim)[38]
- Elsa Thiemann, Schülerin (Fotografin, Journalistin)
- Hans Tichauer, Lehrer von 1927 bis 1929 (Bildhauer)
- Johannes Ufer, Schüler von 1929 bis 1933 (Maler, Bildhauer sowie Raum- und Flächenkünstler)
- Kurt Wehlte, Lehrer ab 1930 (Spezialist für Maltechnik und Restaurator)